# Libre ©
Libre © es el cuarto álbum de estudio de la banda española de rock, Berri Txarrak. Cuenta con la colaboración de Tim McIlrath, vocalista de Rise Against, en la canción Denak Ez Du Balio.

## Lista de canciones
| N.º | Título                                    | Duración |  |
| 1.  | «Hil nintzen eguna»                       | 3:30     |  |
| 2.  | «Espero zaitzaket»                        | 2:52     |  |
| 3.  | «Izena, izana, ezina»                     | 3:41     |  |
| 4.  | «Pintadek»                                | 2:25     |  |
| 5.  | «Emazten fabore II»                       | 4:04     |  |
| 6.  | «Kanta goibelak»                          | 2:50     |  |
| 7.  | «Ez naiz aldatuko (esan zuen kamaleoiak)» | 3:53     |  |
| 8.  | «Denak ez du balio» (feat. Tim McIllrath) | 4:13     |  |
| 9.  | «Irailak 10»                              | 2:03     |  |
| 10. | «Libre ©»                                 | 4:21     |  |
| 11. | «Gezur bat mila aldiz»                    | 4:36     |  |

- Datos: Q9022244